# Afroarabiella fanti
Afroarabiella fanti is een vlinder uit de familie van de Houtboorders (Cossidae). De wetenschappelijke naam van deze soort is voor het eerst gepubliceerd in 1910 door George Francis Hampson.
De soort komt voor in Ghana.